# Alfa System
Alfa System est une société japonaise d'édition et de développement de jeux vidéo, fondée en janvier 1988. L'entreprise est basée à Kumamoto, sur l'île de Kyūshū au Japon. 
Le studio a publié un certain nombre de jeux au Japon qui ont rencontré du succès, notamment Linda Cube, Gunparade March (en), Ore no Shikabane o Koeteyuke et Shikigami no Shiro (Castle Shikigami en France), deux épisodes de la série Phantasy Star mais peu de ces jeux ont connu une sortie mondiale.

## Historique
Dans ses premières années le studio développe des jeux destinés exclusivement aux consoles NEC avec Hudson Soft et d'autres éditeurs. Alfa System travaille ensuite étroitement avec Sony Computer Entertainment et Bandai Namco sur la série Tales of.

## Jeux développés
| Titre                                      | Année          | Plate(s)-forme(s)                                                   | Éditeur                             |
| ------------------------------------------ | -------------- | ------------------------------------------------------------------- | ----------------------------------- |
| NO.RI.KO                                   | 1988           | PC-Engine                                                           | Hudson Soft                         |
| Fighting Street                            | 1988           | CD-ROM²                                                             | Hudson Soft                         |
| Susano-o Densetsu                          | April 27, 1989 | PC Engine                                                           | Hudson Soft                         |
| Wonder Boy III: Monster Lair               | 1989           | CD-ROM²                                                             | Hudson Soft                         |
| Ys I & II                                  | 1989           | CD-ROM²                                                             | Hudson Soft                         |
| Cyber-core                                 | 1990           | PC Engine                                                           | Information Global Service          |
| Shanghai II                                | 1990           | CD-ROM²                                                             | Hudson Soft                         |
| Down Load                                  | 1990           | PC Engine                                                           | NEC Corporation                     |
| Ghouls'n Ghosts                            | 1990           | SuperGrafX                                                          | NEC Corporation                     |
| Sinistron                                  | 1990           | PC Engine                                                           | Information Global Service          |
| Ys III: Wanderers from Ys                  | 1991           | CD-ROM²                                                             | Hudson Soft                         |
| Down Load 2                                | 1991           | CD-ROM²                                                             | NEC Corporation                     |
| Tricky Kick                                | 1991           | PC Engine                                                           | Information Global Service          |
| Populous                                   | 1991           | PC Engine                                                           | Hudson Soft                         |
| Psychic Storm                              | 1992           | CD-ROM²                                                             | Laser Soft                          |
| Exile: Wicked Phenomenon                   | 1992           | CD-ROM²                                                             | Telenet Japan                       |
| Kiaidan 00                                 | 1992           | CD-ROM²                                                             | Telenet Japan                       |
| Dragon Slayer: The Legend of Heroes II     | 1992           | CD-ROM²                                                             | Hudson Soft                         |
| Quiz Caravan: Cult Q                       | 1993           | CD-ROM²                                                             | Hudson Soft                         |
| Godzilla: Battle Legends                   | 1993           | TurboDuo                                                            | Tōhō                                |
| Art of Fighting                            | 1994           | CD-ROM²                                                             | Hudson Soft                         |
| Wonder Boy in Monster World                | 1994           | CD-ROM²                                                             | Hudson Soft                         |
| Godzilla: Kaijuu Daikessen                 | 1994           | Super Nintendo                                                      | Tōhō                                |
| Emerald Dragon                             | 1995           | Super Nintendo                                                      | MediaWorks                          |
| Linda³                                     | 1995           | CD-ROM²                                                             | NEC                                 |
| Dream Change: Kokin-chan no Fashion Party  | 1995           | Casio Loopy                                                         | Casio Computer                      |
| Wan Wan Aijō Monogatari                    | 1995           | Casio Loopy                                                         | Casio Computer                      |
| Project: Horned Owl                        | 1996           | PlayStation                                                         | Sony Computer Entertainment         |
| Karma: Curse of the 12 Caves               | 1996           | PlayStation, Saturn                                                 | Patra                               |
| Next King: Koi no Sennen Oukoku            | 1997           | PlayStation, Saturn                                                 | Bandai Namco                        |
| Linda³ Again                               | 1997           | PlayStation                                                         | Sony Computer Entertainment         |
| Elemental Gearbolt                         | 1997           | PlayStation                                                         | Sony Computer Entertainment         |
| Linda³: Kanzenban                          | 1998           | Saturn                                                              | ASCII Corporation                   |
| Ore no Shikabane o Koete Yuke              | 1999           | PlayStation                                                         | Sony Computer Entertainment         |
| Gunparade March                            | 2000           | PlayStation                                                         | Sony Computer Entertainment         |
| Abarenbou Princess                         | 2001           | PlayStation 2                                                       | Kadokawa Shoten                     |
| Mobile Light Force 2                       | 2002           | Arcade, Xbox, PlayStation 2                                         | Taito (version Xbox : Mediaquest)   |
| Shikigami no Shiro EX                      | 2002           | Microsoft Windows                                                   | Sourcenext                          |
| Tales of the World: Narikiri Dungeon 2     | 2002           | Game Boy Advance                                                    | Bandai Namco                        |
| Shikigami no Shiro Evolution               | 2002           | Xbox                                                                | Mediaquest                          |
| Castle Shikigami 2                         | 2003           | Arcade, GameCube, PlayStation 2, Dreamcast, Xbox, Microsoft Windows | Taito (arcade et PS2)               |
| Neon Genesis Evangelion 2                  | 2003           | PlayStation 2                                                       | Bandai Namco                        |
| Castle Shikigami 2                         | 2004           | PlayStation 2                                                       | Taito                               |
| Vampire Panic                              | 2004           | PlayStation 2                                                       | Sammy                               |
| Tales of the World: Narikiri Dungeon 3     | 2005           | Game Boy Advance                                                    | Bandai Namco                        |
| Shikigami no Shiro: Nanayozuki Gensoukyoku | 2005           | PlayStation 2                                                       | Kids Station                        |
| Gunparade Orchestra: Shiro no Shou         | 2006           | PlayStation 2                                                       | Sony Computer Entertainment         |
| Gunparade Orchestra: Midori no Shou        | 2006           | PlayStation 2                                                       | Sony Computer Entertainment         |
| Neon Genesis Evangelion 2 -Another Cases-  | 2006           | PlayStation Portable                                                | Bandai Namco                        |
| Gunparade Orchestra: Ao no Shou            | 2006           | PlayStation 2                                                       | Sony Computer Entertainment         |
| Castle of Shikigami III                    | 2006           | Arcade, Microsoft Windows                                           | Taito, Cyberfront (version Windows) |
| Tales of the World: Radiant Mythology      | 2006           | PlayStation Portable                                                | Bandai Namco                        |
| Tales of Destiny 2                         | 2007           | PlayStation Portable                                                | Bandai Namco                        |
| Tales of Innocence                         | 2007           | Nintendo DS                                                         | Bandai Namco                        |
| Castle of Shikigami III                    | 2007           | Nintendo Wii                                                        | Arc System Works                    |
| Phantasy Star Portable                     | 2008           | PlayStation Portable                                                | Sega                                |
| Tales of the World: Radiant Mythology 2    | 2009           | PlayStation Portable                                                | Bandai Namco                        |
| Phantasy Star Portable 2                   | 2009           | PlayStation Portable                                                | Sega                                |
| Tales of the World: Radiant Mythology 3    | 2011           | PlayStation Portable                                                | Bandai Namco                        |
| Phantasy Star Portable 2 Infinity          | 2011           | PlayStation Portable                                                | Sega                                |
| Oreshika: Tainted Bloodlines               | 2014           | PlayStation Vita                                                    | Sony Computer Entertainment         |